# Hygropoda madagascarica
Hygropoda madagascarica är en spindelart som beskrevs av Embrik Strand 1907. Hygropoda madagascarica ingår i släktet Hygropoda och familjen vårdnätsspindlar.
Artens utbredningsområde är Madagaskar. Inga underarter finns listade i Catalogue of Life.